# Lijst van Duitse live-dj's
Dit is een onvolledige lijst Duitse live-dj's.

## A
- Aquagen
- ATB
- Andy Lee

## C
- Chris Liebing
- Cosmic Gate

## K
- Kai Tracid

## M
- Mark 'Oh
- Mark Spoon

## P
- Paul van Dyk
- Paul Kalkbrenner

## S
- Shantel
- Special D
- Sven Väth

## T
- Timo Maas
- Tocadisco
- Tomcraft
- Thomas Gold

## W
- Jan Wayne

## Z
- Zedd